# World Doubles Championships 1987 - Doppio
Il doppio del torneo di tennis World Doubles Championships 1987, facente parte del Virginia Slims World Championship Series 1987, ha avuto come vincitrici Claudia Kohde Kilsch e Helena Suková che hanno battuto in finale Elise Burgin e Pam Shriver con il punteggio di 6–1, 7–6.

## Teste di serie
1. Claudia Kohde Kilsch /  Helena Suková (Campionesse)
2. Elise Burgin /  Pam Shriver (finale)

1. Betsy Nagelsen /  Elizabeth Smylie (primo turno)
2. Gigi Fernández /  Robin White (semifinali)

## Tabellone

### Legenda
| - Q = Qualificato - WC = Wild card - LL = Lucky loser | - ALT = Alternate - SE = Special Exempt - PR = Protected Ranking | - w/o = Walkover - r = Ritirato - d = Squalificato |

|  | Primo turno | Primo turno                     | Primo turno                  | Primo turno | Primo turno |  |  | Semifinali | Semifinali                   | Semifinali | Semifinali               | Semifinali               |   |   | Finale | Finale                       | Finale                       | Finale | Finale |  |
|  |             |                                 |                              |             |             |  |  |            |                              |            |                          |                          |   |   |        |                              |                              |        |        |  |
|  | 1           | C Kohde Kilsch Helena Suková    | C Kohde Kilsch Helena Suková | 6           | 7           |  |  |            |                              |            |                          |                          |   |   |        |                              |                              |        |        |  |
|  |             | Beth Herr Alycia Moulton        | Beth Herr Alycia Moulton     | 2           | 6           |  |  | 1          | C Kohde Kilsch Helena Suková | 6          | 1                        | 6                        |   |   |        |                              |                              |        |        |  |
|  | 4           | Gigi Fernández Robin White      | Gigi Fernández Robin White   | 6           | 6           |  |  | 4          | Gigi Fernández Robin White   | 4          | 6                        | 2                        |   |   |        |                              |                              |        |        |  |
|  |             | Jenny Byrne J Tremelling        | Jenny Byrne J Tremelling     | 3           | 3           |  |  |            |                              |            |                          |                          |   |   | 1      | C Kohde Kilsch Helena Suková | C Kohde Kilsch Helena Suková | 6      | 7      |  |
|  |             | Sandy Collins S Walsh-Pete      | 2                            | 7           | 6           |  |  |            |                              | 2          | Elise Burgin Pam Shriver | Elise Burgin Pam Shriver | 1 | 6 |        |                              |                              |        |        |  |
|  | 3           | Betsy Nagelsen Elizabeth Smylie | 6                            | 6           | 2           |  |  |            | Sandy Collins S Walsh-Pete   | 4          | 6                        | 3                        |   |   |        |                              |                              |        |        |  |
|  | 2           | Elise Burgin Pam Shriver        | Elise Burgin Pam Shriver     | 6           | 7           |  |  | 2          | Elise Burgin Pam Shriver     | 6          | 4                        | 6                        |   |   |        |                              |                              |        |        |  |
|  |             | Candy Reynolds Anne Smith       | Candy Reynolds Anne Smith    | 3           | 5           |  |  |            |                              |            |                          |                          |   |   |        |                              |                              |        |        |  |